# Coleophora fulgidella
Coleophora fulgidella is een vlinder uit de familie kokermotten (Coleophoridae). De wetenschappelijke naam van deze soort is voor het eerst geldig gepubliceerd in 1967 door Toll & Amsel.
De soort komt voor in tropisch Afrika.